# 6-я армия (РККА)
6-я армия — оперативное объединение РККА в период Гражданской войны.

## Первое формирование

### История
Сформирована приказом РВСР от 11 сентября 1918 года из войск Северо-Восточного участка отрядов завесы. С 1 октября 1918 года действовала в составе Северного фронта.
В армии продолжало сохраняться введенное в августе 1918 года разделение войск бывшего Северо-Восточного участка отрядов завесы на районы: Архангельский, Котласский, Вятский. Приказом войскам армии № 455/4 от 27 сентября 1918 года был образован Вельский (впоследствии Вельско-Шенкурский) район. Приказом войскам армии № 438 от 26 ноября 1918 года и № 7 от 12 января 1919 года из войск Архангельского, Вельского (частично) и Котласского районов были сформированы 18-я стрелковая дивизия и Печорский отряд. Оставшиеся части Вельско-Шенкурского района объединялись в Шенкурский район, обращенный на укомплектование 2-й стрелковой бригады 18-й стрелковой дивизии (приказ войскам армии № 104 от 22 мая 1919 года). Части Вятского района приказом войскам 6-й армии № 315 от 3 ноября 1918 года были переданы 2-й армии Восточного фронта.
В связи с ликвидацией Северного фронта (директива главкома № 795/ш от 12 февраля 1919 года) 6-я армия подчинялась непосредственно главкому и получила наименование 6-й Отдельной армии.
Директивой главкома № 3610/оп от 2 августа 1919 года в состав армии передавался Междуозерный участок Западного фронта.
В армии для оперативного управления войсками создавались боевые районы: Северо-Двинский (апрель 1919 — март 1920 года), Двинско-Мезенский (январь — февраль 1919 года), Пинего-Печорский (февраль — август 1919 года).
В оперативном подчинении армии находились Северо-Двинская речная (сентябрь 1918 — май 1920 года), Онежская озерно-речная (август 1919 — апрель 1920 года) флотилии.
Приказом РВСР № 601/104 от 10 апреля 1920 года армия была расформирована, её управление переформировывалось в окружной комиссариат Беломорского военного округа, войска передавались в состав округа и 7-й армии.
Дислокация штаба: Вологда (сентябрь 1918 — февраль 1920 года), Архангельск (март — апрель 1920 года).

### Состав
В состав армии входили:
- 1-я стрелковая дивизия (август 1919 года — апрель 1920 года)
- 1-я Камышинская стрелковая дивизия (март — апрель 1919 года)
- 18-я стрелковая дивизия (ноябрь 1918 — апрель 1920 года)
- 19-я стрелковая дивизия (декабрь 1918 — январь 1919 года)
- 54-я стрелковая дивизия (август 1919 — апрель 1920 года)
- 6-й авиаремонтный поезд

### Боевые действия
Вследствие особенностей географических условий района действий 6-й армии (труднопроходимая лесисто-болотистая местность и тундра) операции развёртывались вдоль основных коммуникаций (рек и дорог), а войска армии делились на боевые районы.
В сентябре — октябре 1918 года 6-я армия, действовала на направлениях, ведущих от Архангельска на Вологду и по Северной Двине на Котлас и Вятку, не допуская соединения антисоветских сил, действующих на Европейском Севере и в Сибири. В январе 1919 года 6-я армия провела Шенкурскую операцию, в апреле — ноябре 1919 года вела бои по освобождению железнодорожной линии Вологда — Архангельск, течения рек Печора, Северная Двина, Пинега, Мезень. После вывода с Европейского Севера английских войск 6-я армия провела операции по овладению городами Архангельск (21 февраля), Онега (26 февраля), Пинега (29 февраля), Мурманск (13 марта) и Мурманской железной дороги, охраняла российско-финляндскую границу. После установления контроля над всей территорией Европейского Севера управление армии было расформировано.

### Командный состав
Командующие:
- 11.09.1918 — 22.11.1918 Гиттис, Владимир Михайлович
- 22.11.1918 — 02.05.1919 Самойло, Александр Александрович
- 02.05.1919 — 29.05.1919 Глаголев, Василий Павлович
- 29.05.1919 — 15.04.1920 Самойло, Александр Александрович

Члены РВС
- 10.09.1918 — 27.09.1918 Наумов И. К.
- 11.09.1918 — 15.04.1919 Кузьмин, Николай Николаевич
- 27.09.1918 — 31.03.1920 Орехов, Александр Михайлович
- 22.04.1919 — 18.10.1919 Наумов И. К.
- 10.05.1919 — 06.01.1920 Ветошкин, Михаил Кузьмич
- 14.12.1919 — 07.04.1920 Кузьмин, Николай Николаевич
- 04.08.1919 — 15.12.1919 Биткер, Герман Самойлович

Начальники штаба:
- 11.09.1918 — 22.11.1918 Самойло, Александр Александрович
- 29.11.1918 — 23.05.1919 Петин, Николай Николаевич
- 23.05.1919 — 27.10.1919 Яцко И. В.
- 27.10.1919 — 22.11.1919 Лисовский, Николай Васильевич
- 22.11.1919 — 02.01.1920 Яцко И. В.
- 02.01.1920 — 15.04.1920 Лисовский, Николай Васильевич

## Второе формирование

### История
Приказом РВСР № 1602/291 от 19 августа 1920 года формируемое Заволжским военным округом (на базе Управления ликвидированной 2-й Революционной армии труда) армейское управление получило наименование Управления 6-й армии. По постановлению РВСР № 5512/оп 1240/ш от 21 сентября 1920 года армия включалась в состав вновь создаваемого Южного фронта (против Врангеля).
Приказом войскам Юго-Западного фронта № 907/сек 5243/оп от 7 сентября 1920 года из 13-й армии были переданы Правобережная и Херсонская группы войск, оборонявшие правый берег Днепра в районах Херсон, Каховка, Берислав, Чаплинка; 6 октября 1920 года Херсонская группа переформирована в отдельную бригаду.
Для обороны каховского плацдарма приказом войскам армии № 13/оп от 25 сентября 1920 года была образована Бериславская (Каховская) группа (51-я и Латышская стрелковые дивизии, позже 15-я стрелковая дивизия). Существовала до создания по приказу войскам армии № 3/К от 27 октября 1920 года Ударной группы (51-я стрелковая дивизия, Огневая и Отдельная кавалерийская бригады, кавалерийские полки 15-й и Латышской дивизий, автобронегруппа). После выполнения боевой задачи по овладению Турецким валом группа прекратила существование.
Приказом войскам фронта № 0011/пш от 5 ноября 1920 года в оперативное подчинение армии передавались 2-я Конная армия и Повстанческая армия Махно, а приказом № 0029/пш от 8 ноября 1920 года 2-я Конная армия вновь переходила в подчинение фронту. Ей в оперативном отношении была подчинена Повстанческая армия (директива № 0032/пш от 10 ноября 1920 года).
С 9 декабря 1920 года в подчинении армии состоял Черноморский укрепрайон.
С переформированием Управления Южного фронта в Управление командующего Вооружёнными Силами Украины и Крыма (приказ РВСР № 2660/532 от 3 декабря 1920 года) армия перешла в подчинение последнего.
Приказом командующего войсками Украины и Крыма № 620/236 от 13 мая 1921 года армия расформировывалась, управление и войска передавались Харьковскому военному округу.
Дислокация штаба — Кременчуг (сентябрь), Берислав (сентябрь — ноябрь), Чаплинка (ноябрь), Херсон (декабрь 1920 — май 1921 года.

### Состав
В состав армии входили:
- 1-я стрелковая дивизия (сентябрь — ноябрь 1920 года)
- 13-я стрелковая дивизия (сентябрь — октябрь 1920 года)
- 15-я стрелковая дивизия (сентябрь 1920 — май 1921 года)
- 51-я стрелковая дивизия (сентябрь — ноябрь 1920 года; ноябрь 1920 — май 1921 года)
- 52-я стрелковая дивизия (сентябрь — ноябрь 1920 года; ноябрь 1920 — май 1921 года)
- Латышская стрелковая дивизия (сентябрь — ноябрь 1920 года; ноябрь 1920 — май 1921 года)
- Сводная стрелковая дивизия (ноябрь 1920 года)
- III конный корпус (ноябрь — декабрь 1920 года)

### Боевые действия
В сентябре — октябре 1920 года 6-я армия вела оборонительные бои, удерживая каховский плацдарм и ликвидируя попытки белых форсировать Днепр, оказывала поддержку 2-й Конной армии в разгроме заднепровской группировки войск Врангеля. В период контрнаступления Южного фронта в Северной Таврии армия заняла Перекоп и содействовала наступлению 1-й и 2-й Конных армий.
В Перекопско-Чонгарской операции (7—17 ноября 1920 года) армия наносила главный удар, в ночь на 8 ноября форсировала Сиваш и овладела Перекопским перешейком. После окончания боевых действий в Крыму армия охраняла черноморское побережье и вела борьбу с бандами на территории Херсонской и Одесской губерний.

### Командный состав
Командующие:
- 20.08.1920 — 26.10.1920 Авксентьевский, Константин Алексеевич
- 26.10.1920 — 13.05.1921 Корк, Август Иванович

Члены РВС
- 11.09.1920 — 30.12.1920 Потёмкин, Владимир Петрович
- 26.10.1920 — 03.12.1920 Пятаков, Георгий Леонидович
- 03.12.1920 — 18.01.1921 Ошлей, Петр Матвеевич
- 18.12.1920 — 13.01.1920 Затонский, Владимир Петрович
- 14.12.1920 — 13.05.1921 Козловский И. В.
- 11.11.1920 — 01.03.1921 Петерсон, Рудольф Августович

Начальники штаба:
- 19.08.1920 — 03.12.1920 Токаревский, Вячеслав Константинович
- 03.12.1920 — 13.05.1921 Кирпичников А. В.